# Lesenský potok
Lesenský potok (německy Goldflössel či Innozenzidorfer Wasser) je potok v nejsevernější části České republiky, ve východní části děčínského okresu Ústeckého kraje, v jižní části Šluknovského výběžku, v Lužických horách. Před soutokem se Zlatým potokem tekoucím z Míšeňského dolu měl potok německé pojmenování (Schöberwasser). Délka toku je 4,9 km a plocha povodí měří 11,3 km². Potok se nachází v povodí Odry, konkrétně v dílčím povodí Lužické Nisy a ostatních přítoků Odry. Je součástí mezipovodí vodního útvaru „Lužnička od pramene po státní hranici“. Z geomorfologického hlediska se povodí Lesenského potoka nachází v severní části Lužických hor a v jižní části Šluknovské pahorkatiny. ID vodního toku je 207680000100.
Zástavba povodí potoka má skoro výhradně charakter samostatných domků a chalup, které jsou místy značně rozptýlené. Z nich převládají rekreační objekty nad objekty trvale osídlenými a v celém povodí potoka se významně projevuje fenomén chalupářství. V povodí potoka je hlavní dopravní tepnou silnice číslo 9, vedoucí z České Lípy přes Novou Huť a Lesné přes Rumburk do Německa. Půdy jsou v povodí potoka nižší, řidčeji střední kvality. Zastoupeny jsou druhy půd charakteristické pro vyšší polohy s vlhčím a chladnějším klimatem. V údolí Lesenského potoka byla mapováním i vrtem ověřena zlomová linie s výškou skoku 50–100 metrů, která probíhá přes osadu Lesné k jihu ke Stožeckému sedlu, kde se stáčí k jihovýchodu.

## Přírodní poměry

### Krajinný ráz
Lesenský potok po většinu toku z hlediska přírodních podmínek protéká územím
s převahou lesních ekosystémů. Navzdory tomu, že velká část se nachází u silnice I/9, jde o území z hlediska přírodních poměrů značně zachovalé. Krajina v okolí Lesenského potoka vyniká výrazným reliéfem, vysokou lesnatostí a celkový ráz oblasti dokresluje lužická lidová architektura. Krajina má ráz podhorských až horských pohraničních oblastí. Povodí potoka se nachází v chráněné krajinné oblasti Lužické hory. V minulosti bylo povodí Lesenského potoka územím neprostupných pohraničních hvozdů, na počátku 21. století se jedná o kulturní krajinu, která byla v průběhu staletí formovaná člověkem.

### Geomorfologie
Jižní část povodí Lesenského potoka se nachází v Krkonošsko-jesenické soustavě, Krkonošské podsoustavě, v horopisném celku Lužickém hory, v Lužickém hřbetu, v okrsku Jedlovský hřbet. Souvislá hřbetnice je málo výrazná, více se uplatňují izolované dominanty rozložitých sopečných suků. Podél výrazné linie, Lužické poruchy byly v terciéru a kvartéru vyzvednuty a přes sebe přesmyknuty kry zemské kůry tvořené jak krystalinikem, tak křídovým pokryvem. V povodí Lesenského potoka je nejvyšším bodem znělcový Pěnkavčí vrch o nadmořské výšce 792 metrů. Druhým nejvyšším vrcholem je znělcová Jedlová o nadmořské výšce 776 metrů. Dalším znělcovým sukem je Tolštejn o nadmořské výšce 670 metrů a morfologicky výrazný je i tvrdoš Jelení skály, který je ale z čediče. Do severní části povodí okrajově zasahuje Šluknovská pahorkatina podcelkem Rumburská pahorkatina.

### Geologické poměry
Povodí Lesenského potoka se vyznačuje pestrou geologickou skladbou. Na jeho území jsou zastoupeny všechny základní tři typy hornin (vyvřelé, usazené i přeměněné). Nejstaršími zde přítomnými horninami prvohorního stáří jsou žuly v severní části povodí, kam zasahují ze Šluknovského výběžku. Jedná se o hlubinné vyvřeliny, které vznikly utuhnutím magmatu ve velkých hloubkách a teprve později se už utuhlé různými geologickými procesy dostaly na zemský povrch. Velká část povodí je budována svrchnokřídovými pískovci březenského souvrství. Zhruba uprostřed povodí Lesenského potoka jsou křídové pískovce tektonicky ohraničeny proti žulám lužického masivu lužickou poruchou, po které došlo k nasunutí starší žuly nad mladší pískovce. Na dnešní podobě povodí Lesenského potoka se výrazně podílela třetihorní vulkanická činnost. Magma proniklo zlomy v zemské kůře a vytvořilo podzemní tělesa většinou bochníkovitého tvaru (lakolity), popř. utuhlo v přívodních komínech. Teprve později byly rozrušeny a odneseny povrchové vrstvy měkčích usazených hornin na rozdíl od velmi odolných vulkanických těles. V povodí potoka se tedy nejedná o sopky v pravém slova smyslu, ale o vypreparované původně podpovrchové útvary. Tím vznikl charakteristický ráz povodí, který je tvořen protáhlými hřbety a výraznými kuželovitými nebo kupovitými vrchy.
K nejdůležitějším minerálům patří křemen, živec draselný, živec sodnovápenatý, slída a další minerály (např. olivín). Ve čtvrtohorách zde převládala erozní činnost, při níž vznikla na svazích vulkanických kopců mrazovým zvětráváním v povodí potoka suťová pole. Do severní části povodí Lesenského potoka pronikl ze severu kontinentální ledovec.

### Klima

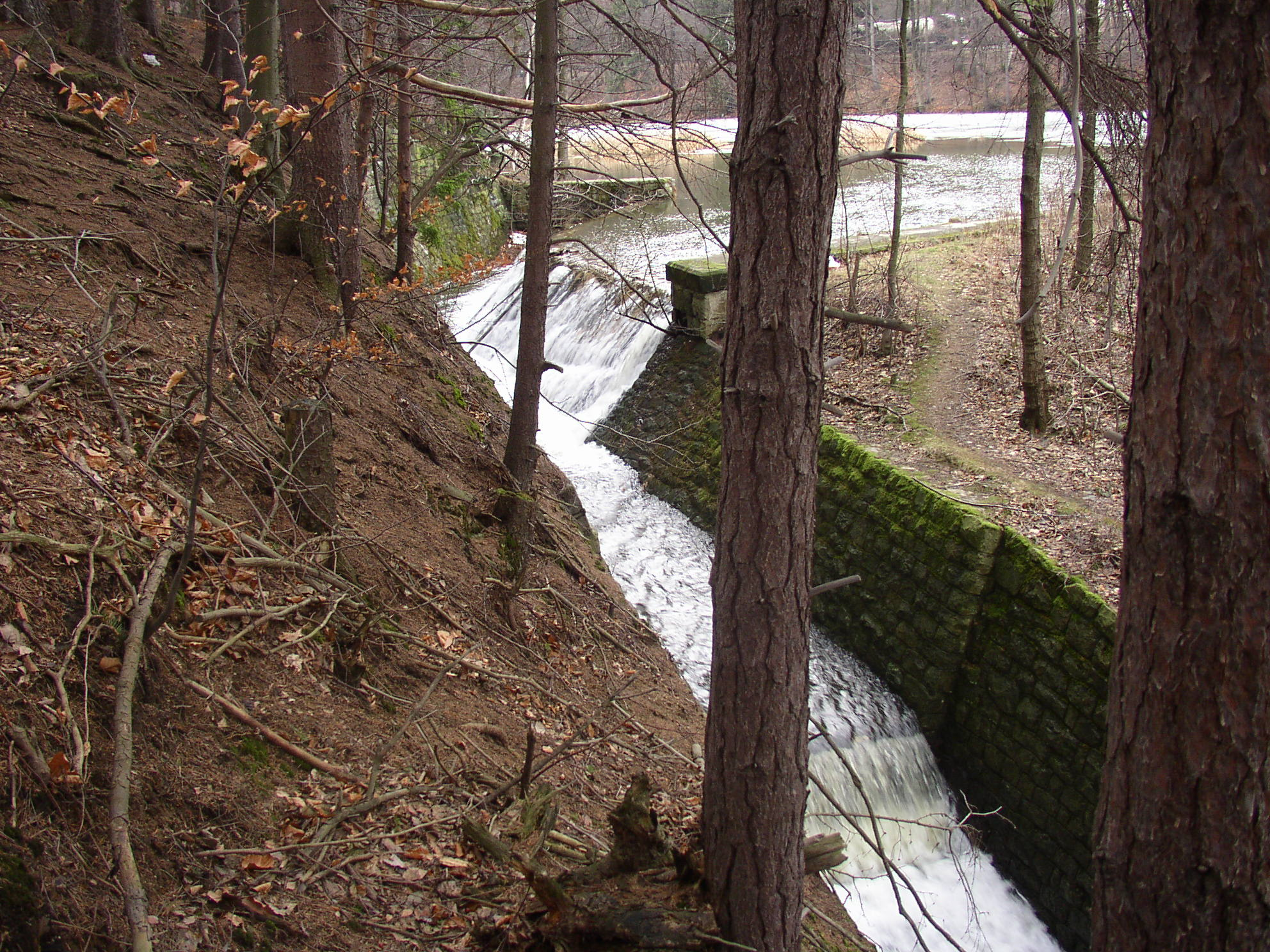
Přepad Lesenské přehrady za zvýšeného stavu vody

Dle Quitta náleží povodí Lesenského potoka do vlhké, mírně teplé oblasti MT2. Podnebí je zde mírně teplé až chladné a přitom výrazně oceánské, což dokládají mimořádně vysoké srážky v relativně nízké nadmořské výšce. Místní klima je výrazně modifikováno reliéfem, silně se uplatňuje převládající západní proudění. Na vrcholech je výrazný vrcholový fenomén.
Průměrná roční teplota v nejteplejší části povodí se pohybuje kolem 7 °C, ve středních polohách činí 6,0–6,5 °C a v polohách nad 600 metrů klesá pod 6 °C. Průměrná červencová teplota ve středních polohách povodí se pohybuje mezi 16 a 17 °C, v západní části ale leží pod 16 °C, v hřebenových polohách ještě níže. Ročních srážkové úhrny nižších poloh povodí spadají do rozmezí 700 a 800 mm, v rozmezí 800 a 900 mm se nachází střední část povodí, mezi 900 a 1000 mm leží nevelký prostor zhruba mezi Ptačincem na východě a Jelení skálou na západě, uvnitř izohyety 1000 mm se nachází vrch Jedlová s bezprostředním okolím.

### Flóra
Povodí Lesenského potoka se nalézá v Lužickohorském bioregionu 1.66. Bioregion je protažen ve směru ze západu na východ a jeho plocha v České republice je 199 km². Bioregion má charakter hornatiny na křídových sedimentech s vysokými lakolity poměrně kyselých neovulkanitů. Prakticky celý bioregion je lesnatý, dominují kulturní smrčiny. Cenné jsou bučiny a přírodě blízké podmáčené smrčiny na křídě, které jsou u v České republice v republice velmi vzácné. Biodiverzita je v této oblasti vlivem kyselosti substrátu a vlhkého podnebí průměrná. Podle fytogeografického členění je hodnocené území součástí mezofytika, fytogeografického okresu 50. Lužické hory. Vegetační stupeň je zde submontánní až montánní. Lesy dodnes pokrývají přibližně větší část plochy povodí, avšak v jejich složení převládají smrkové, méně borové monokultury. Porosty s přirozenou druhovou skladbou (bučiny) pokrývají nejčastěji vrcholové polohy kup.

### Fauna
V povodí potoka se vyskytuje ochuzená fauna nižších poloh hercynských pohoří, s vlivy západními (ježek západní, ropucha krátkonohá) a severními (myšice temnopásá). Horské druhy jsou zastoupeny pouze ojediněle (rejsek horský). Z faunistického hlediska jsou zvláště významné zbytky bučin na znělcových vrcholech. Tekoucí vody patří do pstruhového pásma.

### Ochrana přírody

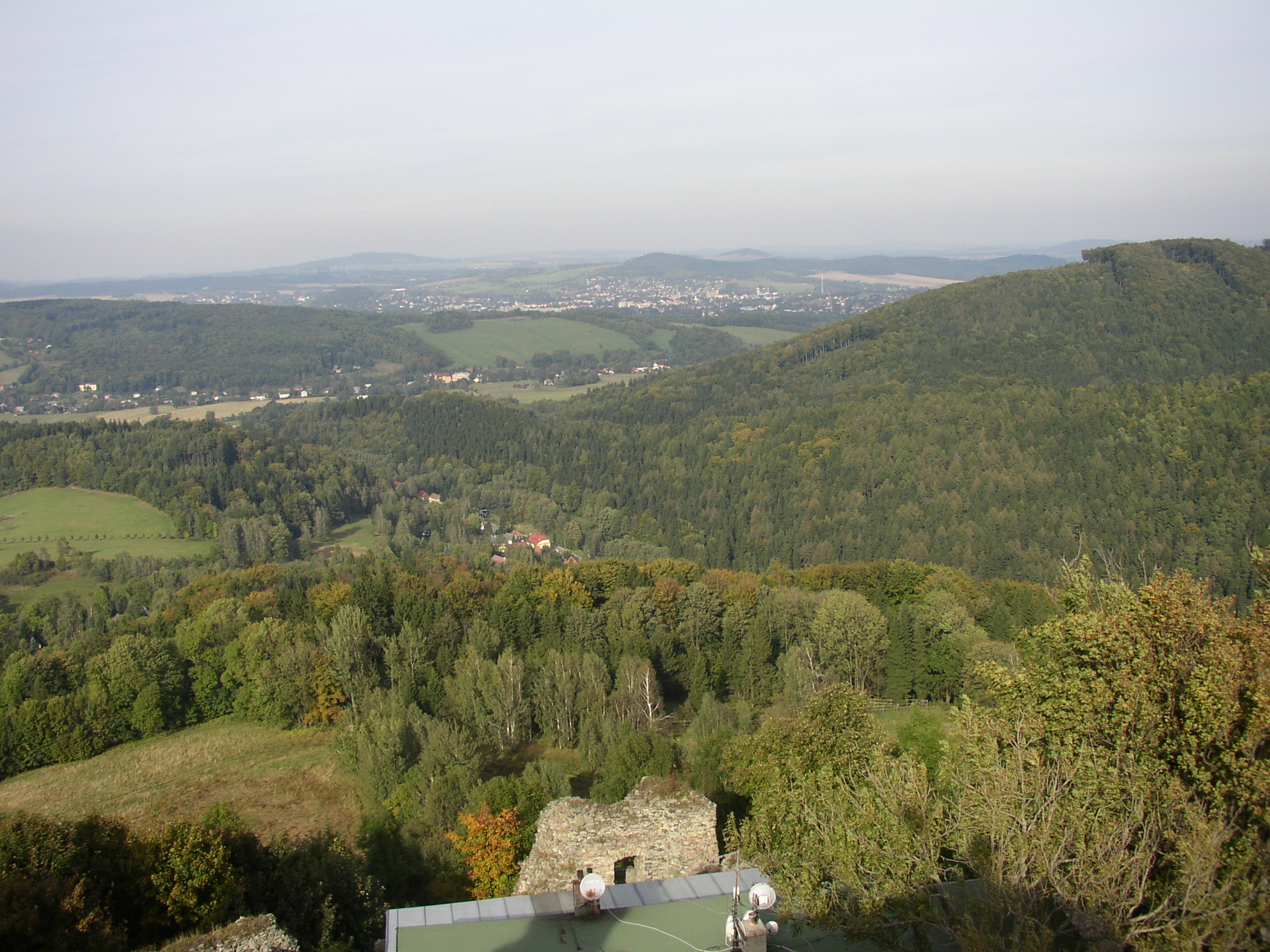
Pohled z Tolštejna do údolí Lesenského potoka

Prakticky celé povodí Lesenského potoka se nachází v Chráněné krajinné oblasti Lužické hory, Na horním toku Lesenského potoka se nachází evropsky významná lokalita Natura 2000 Lužickohorské bučiny o rozloze 626,5 hektarů. Předmětem ochrany jsou květnaté bučiny, acidofilní bučiny, suťové lesy a vegetace silikátových skal.
Lesenský potok a jeho přítoky jsou lokálními biokoridory.
Úžlabní zářez Bílého potoka, protékající
rekreační osadou Rozhled o délce 1700 metrů je lokálním biokoridorem 31. Tvoří jej mezofilní a vlhké sečené louky, místy květnaté, jindy spíše úhorového vzhledu, s menšími ploškami mokřadních lad a s ojedinělým stromovým doprovodem. Krátké lesní úseky jsou na obou koncích biokoridoru. Kolem čtyř rybníků u lesa v blízkosti křižovatky silnic I/9 a II/264 je vymezeno funkční lokální biocentrum LBC 23, z něhož vychází jihozápadním směrem k vrchu Jedlová funkční lokální biokoridor K32. Ten tvoří niva levostranného přítoku Lesenského potoka s degradujícími vlhkými loukami o délce 780 metrů, s náletovou olšinou, olšovou kulisou a mokřadními lady průměrné hodnoty (sukcesní společenstva) je lokálním biokoridorem. Dolní tok Lesenského potoka tvoří biokoridor 33, v horním úseku je náletová olšina, níže vlhké louky s náletovými dřevinami a zástavba. Niva Lesenského potoka o délce 1050 metrů s extenzivně obhospodařovanými vlhkými loukami, popřípadě mokřadními lady nevalné hodnoty, místy náletové skupinky dřevin, především olší je lokálním biokoridorem číslo 35. Biokoridory jsou částečně funkční.

## Turistika
Nejnavštěvovanějšími turistickými místy v povodí jsou zřícenina hradu Tolštejn, rozhledna na Jedlové a kaple svatého Kříže na Křížové hoře.
V povodí potoka se nachází sportovní a lyžařský areál Jedlová s adrenalinovým parkem, dále lyžařský areál Mezičky. Další sportovní areál je v Jiřetíně pod Jedlovou. Povodím prochází cyklotrasa 3015 z Varnsdorfu k Hraničnímu rybníku kolem hradu Tolštejn. Je zde Hornická naučná stezka údolím Milířky o délce 4,5 km založená v roce 1999. Z turistických tras jsou nejvýznamnější trasy 0318 a 0332, které jsou též Evropskou dálkovou trasou E3, z Krásné Lípy přes Jedlovou na Luž. Žlutá trasa 7027 vede z Jiřetína pod Jedlovou přes údolí Milířky na hraniční přechod do Dolního Podluží. Zelená trasa 3951 vede ze Cvikova okolo Jedlové do Varnsdorfu a modrá trasa 1656 vede od železniční stanice v Dolním Podluží přes údolí Milířky a Novou Huť do sedla pod Klíčem.

## Průběh toku

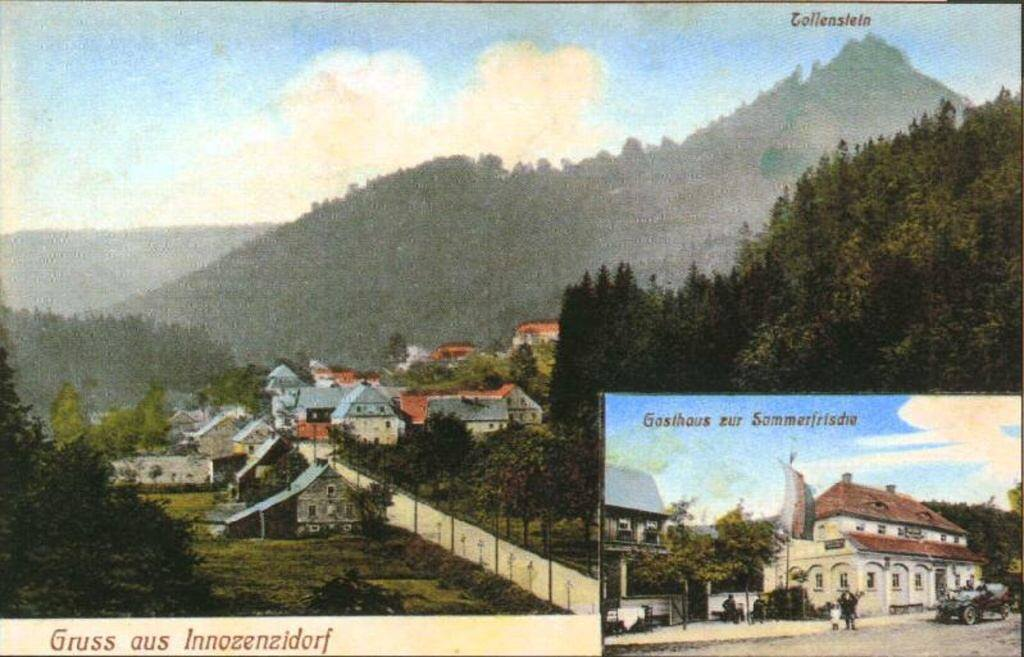
Historická fotografie údolí Lesenského potoka s osadou Lesné

Potok sbírá vody ze západních svahů Pěnkavčího vrchu a severních svahů Stožce. Teče k severu podél východní strany silnice první třídy I/9, jeho levý přítok, který se do něj vlévá u Černého mostu, protéká z pověstí o pokladech známým Míšeňským dolem (někdy je nazýván Sýkořím dolem). V Míšenské dolině se na bezejmenném přítoku Lesenského potoka nachází tři malé vodopády. První vodopád tvoří 1,5 metrů vysoký a stejně hluboký skalní převis. Převis vznikl díky železivcem zpevněné vrstvě v jemně zrnitých křemenných pískovcích. Vodopád má průtok 3 l/s, mohutnost 4,5 m*l/s a sklon 90°. Druhý vodopád má průtok 5 l/s, mohutnost 14 m*l/s, sklon 90°. Třetí vodopád je vysoký 2,2 metru, průtok má 1 l/s, mohutnost 2 m*l/s, sklon 45°. Vodopády se nachází v nadmořské výšce 530 metrů. Míšeňská dolina je zapomenutým nalezištěm drahých kamenů, o kterém se zmiňoval již Bohuslav Balbín.
Potok dále protéká osadou Lesné, kde jej křižuje červená turistická trasa číslo 318, která je zároveň Evropskou dálkovou trasou E3. Červená turistická cesta v úseku, kde křižuje Lesenský potok, je souběžná se žlutou turistickou cestou číslo 7027. Pod osadou Lesné se nachází malá Lesenská přehrada.
Přehrada je součástí pstruhového revíru 443 032 Mandava 1, který obhospodařuje Místní organizace Varnsdorf Českého rybářského svazu. Lesenský potok dále protéká kolem areálu firmy HELIX, areálem bývalé Brassovy továrny, a na konci svého toku napájí požární nádrž v Dolním Podluží, která v létě slouží jako koupaliště. Pod koupalištěm jej překračuje cyklotrasa číslo 3015 a silnice druhé třídy číslo 264. Potok v Dolním Podluží ústí zprava do Lužničky. Z hlediska kvality vody je vodní tok v 1. a 2. třídě, nejméně příznivý stav čistoty vody v je zimě, kdy je povodí potoka zatěžováno lyžařskou turistikou. Lesenský potok se nachází v chráněné oblasti přirozené akumulace vod Severočeská křídla, a celé jeho povodí se nachází v Chráněné krajinné oblasti Lužické hory. Lesenský potok s přítoky byl vybrán jako vhodný pro provádění prací v rámci programu ochrany vodních a mokřadních ekosystémů v lesích a reintrodukce raků v letech 2007 – 2008“. Podél silnice u Lesenského potoka vede vodovod z roku 1898 z prameniště Lesné, který se používá pro zásobování Varnsdorfu. Prameniště Lesné – Šébr má kapacitu do 10 l/s. Voda je svedena přes sběrnou jímku do vodojemu Pěnkavčí vrch 2x525 m3.

### Větší přítoky

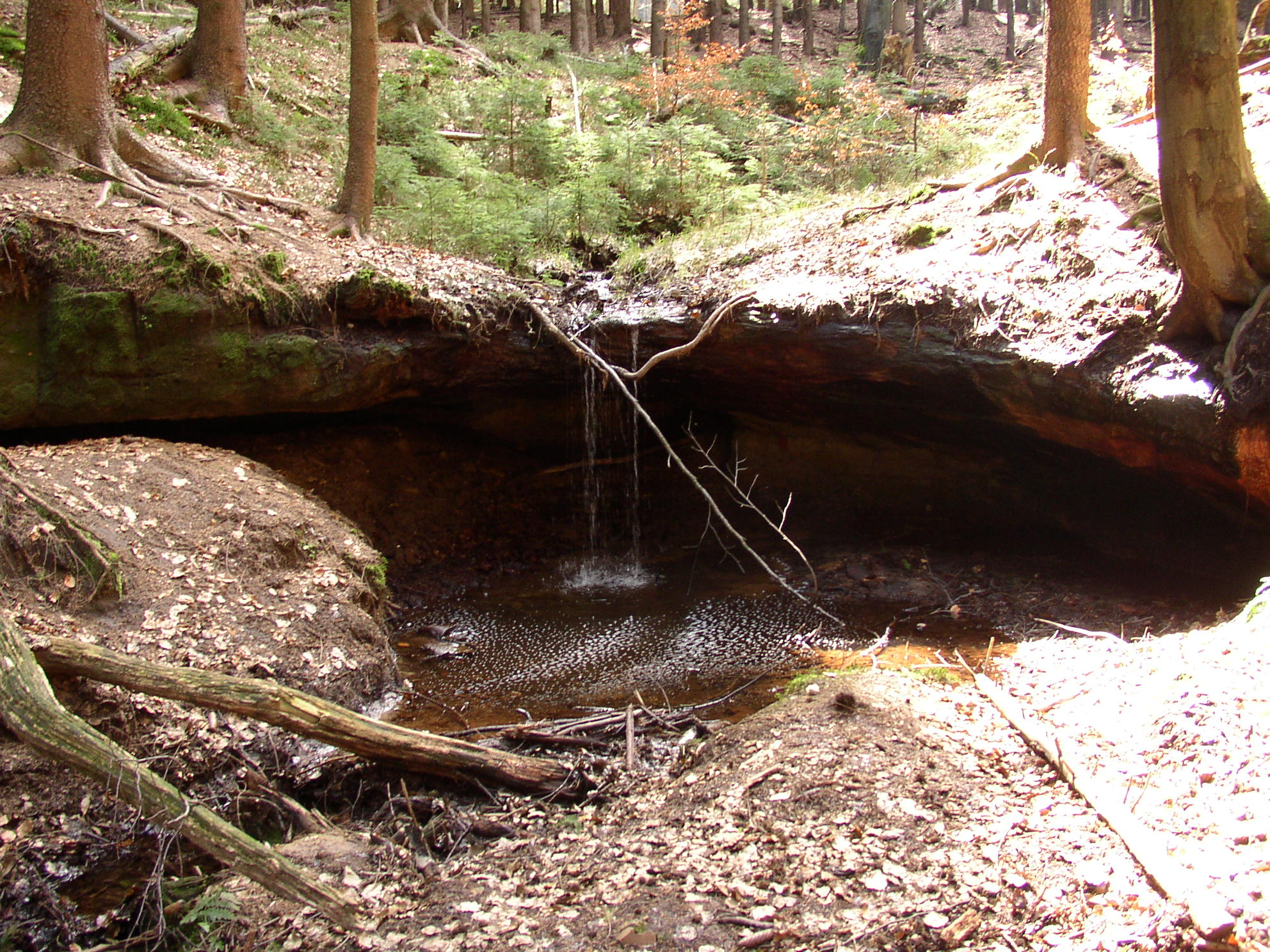
Malý vodopád v Míšeňské dolině na jednom z přítoků Lesenského potoka

- Bílý potok, (německy Weissbach, Weisswasserbach)[1] zleva, říční km 0,9, délka 2,5 km.[41] Potok pramení v sedle mezi Tolštejnem a Jedlovou, teče směrem k severu osadou Rozhled, kde na mostě u cesty z Jiřetína pod Jedlovou na Tolštejn je barokní socha svatého Jana Nepomuckého z roku 1728.[42] Potok dále protéká areálem rekreačního střediska Netopýr v Jiřetíně pod Jedlovou, kde napájí koupaliště. Na katastru Dolního Podluží poblíž areálu firmy Helix ústí do Lesenského potoka.[43][44]
- Milířka, (německy Kohlhauwasser)[45] zprava, říční km 0,25, délka 3,7 km.[41] Potok protéká zalesněným údolím Milíře od sedla pod Ptačincem směrem k severozápadu. V horní části toku potok protéká haldami po středověké těžbě.[46] V dolní části údolí se nachází Knížecí studánka, která je obložená čedičovými sloupci.[47] Na katastru Dolního Podluží se vlévá do Lesenského potoka. Název potoka má původ v dávném pálení milířů pro potřeby šmelcoven a úpraven rud v okolí. Horní částí údolí Milířky prochází linie lužického přesmyku.[48][49][50] V údolí Milířky je od roku 1999 vyznačena 4,5 kilometru dlouhá Hornická naučná stezka Údolí Milířky.[51]

## Zajímavosti

### Sklářské hutě
Na horním toku Lesenského potoka jižně od osady Lesné bylo archeology lokalizováno několik středověkých sklářských hutí. Mezi silnicí číslo 9 a Lesenským potokem, přibližně 1500 metrů jižně od osady Lesné, byly v roce 1986 učiněny nálezy keramiky jak na zemském povrchu, tak i v Lesenském potoce. Podrobnější archeologický průzkum proběhl v roce 1990 pod vedením Evy Černé. Nálezy keramiky byly předběžně datovány do přelomu 13. a 14. století. Další dvě se nachází na západním svahu Pěnkavčího vrchu, jedna u prameniště bezejmenného přítoku Lesenského potoka z poloviny 14. století druhá u Palzeltova pramene z přelomu 14. a 15. století. V osadě Rozhled se nachází další sklářská huť u čísla popisného 20.

### Pověst o vodníkovi

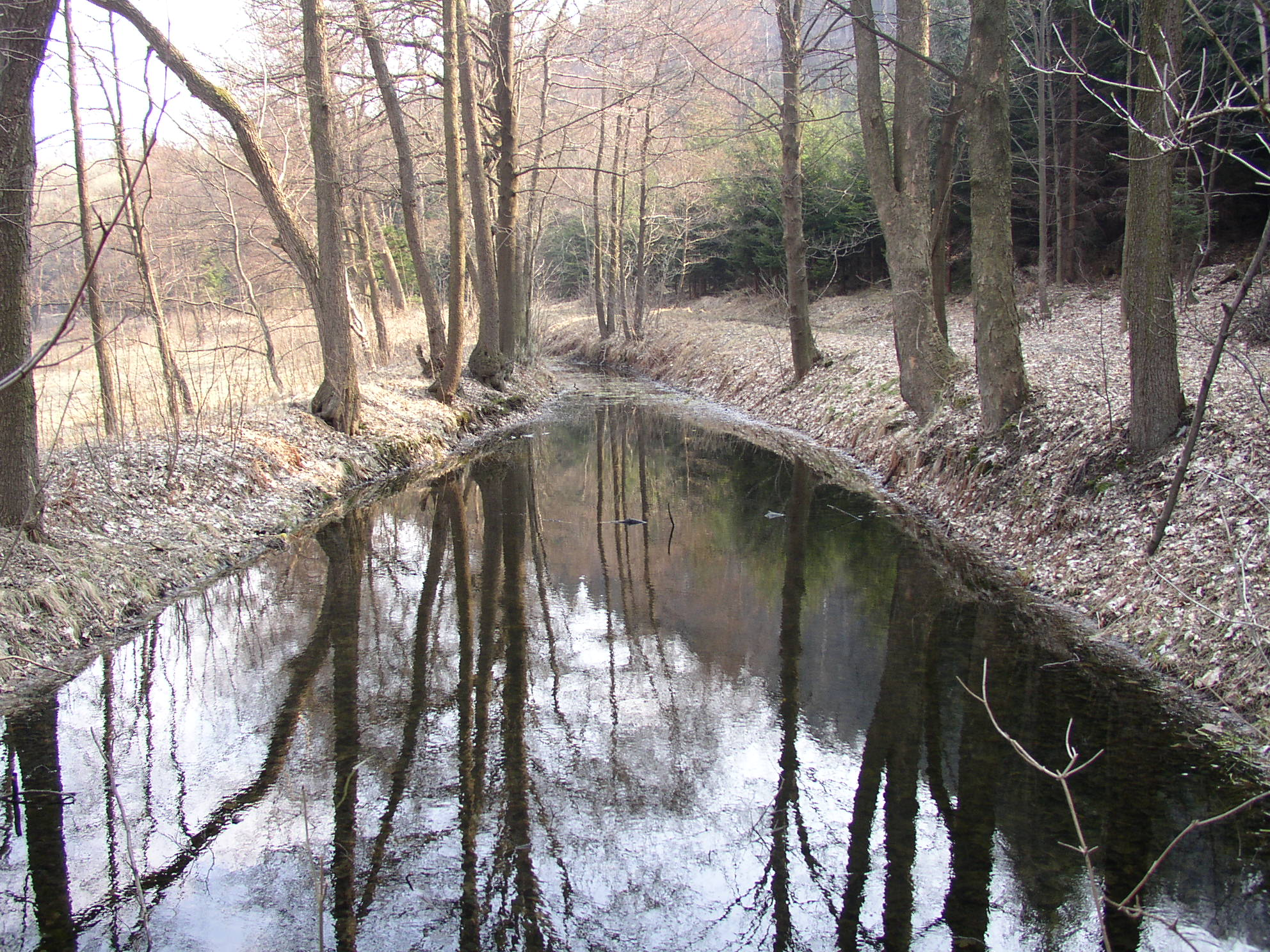
Nádrž bývalého náhonu k někdejšímu mlýnu v Lesné

Existuje pověst, že se ve vodním mlýně, napájeném náhonem z Lesenského potoka, ubytoval vodník. Byl popelavé barvy, měl modré oči, žluté vlasy a bílé vousy. Nosil štukově šedé šaty a na hlavě měl rudou přiléhavou čepičku. Nohy vězely ve věncích z rákosu. Byl dobrosrdečným strašidlem a mlýnu prokazoval užitečné služby, například když v zimě ledové kry zastavovaly mlýnská kola, odklízel je. Do mlýna chodil jen v nejtřeskutějších mrazech a zanechával z ledových rampouchů ve vlasech a vousech velké ledové kaluže. Sedal si vedle sálajících kamen s mlynářovým kocourem, který jej vždy mazlivě vítal a byl v noci jeho společníkem. Mlynářka jej však kvůli kalužím, které po sobě zanechával, chtěla vyhnat. Pomohl jí v tom medvědář, který jednoho dne se svým medvědem poprosil o nocleh. Ten jí slíbil, že se pokusí jej vyhnat. Když vodník o půlnoci přišel, pustil medvěda ze řetězu a ten vodníka nepříliš něžně objal. Ráno vodník přišel k mlynářce velmi rozcuchaný a zmrzačený a zeptal se jí, zda si pořídila nového kocoura. Mlynářka přisvědčila, vodník se smutně a tiše odplížil zpět pod mlýnská kola a od té doby jej nikdy nikdo neviděl.